# Hubert và Takako (phim hoạt hình)
Hubert và Takako (được gọi là Hubert et Takako trong tiếng Pháp) là một loạt phim hoạt hình hài hước của Pháp được sản xuất bởi Marc du Pontavice tại Xilam và được tạo và đạo diễn bởi Hugo Gittard và được công chiếu tại Pháp vào ngày 24 tháng 11 năm 2013 trên kênh Canal +. Với  78 tập trong 7 phút được sản xuất. Đoạn nhạc mở đầu do Vincent Artaud sáng tác.

## Tóm tắt
Giống như bất kỳ con lợn nào cũng có thể thích nghi khá dễ dàng với sự hiện diện của một con ruồi, nhưng đối với Hubert, người khao khát trở thành nguyên mẫu của anh chàng hiện đại, sạch sẽ, Takako đang làm hỏng kế hoạch của mình! Con ruồi mất kiểm soát ngon lành này là trục trặc nhỏ trong bánh răng được bôi dầu tốt của Hubert. Tệ nhất, cô ấy chấp nhận anh ấy theo cách của anh ấy. Nhưng đó không phải là tình bạn đích thực sao?

## Nhân vật
- Hubert (lồng tiếng bởi Joe Ochman)
- Takako (lồng tiếng bởi Marieve Herington)